# Nilgås
Nilgås (latin: Alopochen aegyptiaca) er en fugleart under de egentlige andefugle. Nilgåsen er lidt større end en gravand, som den er beslægtet med. Det er den eneste nulevende art i slægten Alopochen.
Nilgåsen er hjemmehørende i Afrika, men den er indført andre steder. Den blev indført til England i 1600-tallet, men spredte sig ikke særlig meget. Den blev først indført til fastlandet af Europa i 1970'erne og har siden spredt sig ret hurtigt. Den spredte sig til Danmark via Nordtyskland, og det første sikre danske yngletilfælde var i Sønderjylland i året 2000. Den forekommer nu i store dele af landet. Nilgåsen er ret aggressiv overfor andre fugle, og den kan reducere eller fortrænge hjemmehørende arter. Derfor anser EU den for at være en invasiv art, der skal bekæmpes, og i Danmark må den jages året rundt, selvom det dog ikke tyder på, at det sker i særlig stor grad (i hvert fald ikke nok til at stoppe dens udbredelse i Danmark).